# Église de Zoodóchos Pigí (Dervenossálessi)
Pour les articles homonymes, voir Zoodóchos Pigí.
L’église de Zoodóchos Pigí ou de Zoodóchos Piyí (grec moderne : Ζωοδόχος Πηγή, « Source Vivifiante ») est une église datant de la période byzantine située dans le village de Pýli, en Béotie (anciennement connu sous le nom de Dervenossálessi), faisant à l'origine partie d'un monastère.
Située à environ 5 km à l'ouest du village, l'église moderne est initialement le narthex ou litê de l'église du katholikón du monastère. Le monastère n'est par ailleurs pas identifié et n'est mentionné dans aucune source ou inscription, mais le nom de « monastère de Stérna » pourrait lui être attribué. D'autre part, il est possible que ce monastère soit le même que le monastère de la Theomêtor, mentionné dans l'hagiographie de Mélèce le Jeune, auquel cas il daterait de la fin du XIe siècle. Du point de vue architectural, il est daté de la fin du XIIe siècle,.
Le katholikón, dont les fondations subsistent encore, est une église à croix inscrite avec dôme, comprenant trois absides semi-circulaires, ainsi qu'une décoration du sol en marbre incrusté de motifs géométriques très semblables à ceux de l'église voisine d'Ósios Loukás. Le katholikón s'effondre vers 1890, et le narthex est transformé en l'église actuelle. Le narthex est approximativement de forme octogonale, avec quatre voûtes centrales en croix et des niches dans les coins,. Du reste du monastère, seules subsistent des parties des murs d'enceinte et, au nord, les fondations des bains du monastère, datant du XIIIe siècle.